# Juanjo Artero
Juan José Artero Arce, conegut artísticament com a Juanjo Artero (Madrid, 27 de juny de 1965) és un actor espanyol de cinema, teatre i televisió. Amb 14 anys es va donar a conèixer interpretant a Javi en la mítica sèrie Verano azul. També ha participat en sèries com El comisario interpretant al subinspector Carlos "Charlie" Márquez o El barco sent Ricardo Montero, el capità del vaixell-escola.

## Biografia
Fill de Gabriel Artero Guirao, cirurgià cardiovascular que va tractar a Franco en els seus últims dies.
El seu primer paper en la pantalla petita va ser en la sèrie Verano azul, on interpretava a Javi. Antonio Mercero el va conèixer en una piscina en l'estiu del 79 quan comptava amb només 14 anys, li va fer unes proves i va ser seleccionat. En aquell moment no tenia cap experiència com a actor excepte haver participat en un grup de teatre del seu col·legi.
Després del seu pas per aquesta sèrie, per la qual encara se li recorda, i amb la qual va obtenir una gran popularitat, va formar duo musical amb José Luis Fernández, un altre dels actors de Verano azul. El duo, batejat com "Pancho y Javi" va gravar un únic disc en 1982 apadrinat pel Dúo Dinámico.
Seguidament va retornar a la interpretació i va intervenir de nou en nombroses sèries de televisió, així com en nombroses obres teatrals i pel·lícules (diverses d'elles a les ordres d'Antonio del Real). Tornaria a la fama del 1999 al 2009 fent del subinspector Carlos "Charlie" Márquez a la sèrie El comisario.
A més, des de gener de 2011 fins a febrer de 2013 va protagonitzar la sèrie de ficció de El barco.
Entre 2014 i 2016 va interpretar a Víctor Reyes al serial diari Amar es para siempre i posteriorment dona vida al comissari Bremón a la sèrie de TVE "Servir y proteger" on ha coincidit treballant amb el seu fill Gabriel.
El 12 de març de 2019 va ser ingressat d'urgència a l'Hospital Universitari de Fuenlabrada per un tromboembolisme pulmonar.

## Filmografia

### Televisió

#### Com a intèrpret
| Any             | Títol                     | Personatge                         | Cadena    | Dades        |
| --------------- | ------------------------- | ---------------------------------- | --------- | ------------ |
| 1981            | Estudio 1                 | Patge                              | TVE       | 1 episodi    |
| 1981 - 1982     | Verano azul               | Javi                               | TVE       | 20 episodis  |
| 1987            | Turno de oficio           | Gerar                              | TVE       | 1 episodi    |
| 1989            | El olivar de Atocha       |                                    | TVE       | 1 episodi    |
| 1989            | Viaje a Jackosland        |                                    | TVE       | 1 episodi    |
| 1989            | Primera función           |                                    | TVE       | 1 episodi    |
| 1989            | El gran secreto           |                                    | TVE       | 1 episodi    |
| 1992            | Historias del otro lado   |                                    | TVE       | 1 episodi    |
| 1994 - 1995     | ¡Por fin solos!           | Víctor                             | Antena 3  | 14 episodis  |
| 1995            | Hermanos de leche         |                                    | Antena 3  | 1 episodi    |
| 1996            | Canguros                  |                                    | Antena 3  | 1 episodi    |
| 1997            | Juntas, pero no revueltas | Daniel                             | TVE       | 1 episodi    |
| 1997            | Los negocios de mamá      | Ismael                             | TVE       | 13 episodis  |
| 1999 - 2009     | El comisario              | Carlos "Charlie" Márquez           | Telecinco | 182 episodis |
| 2000            | Hospital Central          | Carlos "Charlie" Márquez           | Telecinco | 1 episodi    |
| 2004            | 7 vidas                   | Carlos "Charlie" Márquez           | Telecinco | 1 episodi    |
| 2011 - 2013     | El barco                  | Ricardo Montero                    | Antena 3  | 43 episodis  |
| 2013            | Libres                    | Antonio                            | Web serie | 8 episodis   |
| 2013            | Frágiles                  | Julián                             | Telecinco | 1 episodi    |
| 2014            | El clavo de oro           | Sacerdote                          | TVE       | TV Movie     |
| 2014 - 2016     | Amar es para siempre      | Enrique Forján "Víctor Reyes"      | Antena 3  | 403 episodis |
| 2016            | El Príncipe               | Comissari Carlos "Charlie" Márquez | Telecinco | 1 episodi    |
| 2016            | El hombre de tu vida      | Gonzalo Vidal                      | TVE       | 1 episodi    |
| 2017 - presente | Servir y proteger         | Comisario Emilio Bremon            | TVE       | ¿? episodis  |

#### Com a presentador
- La dos en el teatro, a TVE (1997 - 1998)
- Andalucía siempre, a Canal Sur (2013)

### Llargmetratges
- Nosotros en particular, com Jonás. Dir. Domingo Solano (1985)
- Oficio de muchachos, com Pancho Garrido. Dir. Carlos Romero Merchán (1987)
- El río que nos lleva, com Rubio. Dir. Antonio del Real (1989)
- Ovejas negras, repartiment. Dir. José Mª Carreño (1990)
- ¡Por fin solos!, com Teddy. Dir. Antonio del Real (1994)
- Corazón loco, com Félix, el tocòleg. Dir. Antonio del Real (1997)
- El conductor, com un cambrer. Dir. Jorge Carrasco (1998)
- No habrá paz para los malvados, com Leiva. Dir. Enrique Urbizu (2011)
- Botas de barro, repartiment. Dir. Pilar Távora (2015)

### Curtmetratges
- Futuro perfecto, repartiment. Dir. Antonio del Real (1986)
- A la altura de los ojos, com Javier. Dir. Miguel Ángel Sánchez (1986)
- El grito de la sirena, com un noi. Dir. Jesús del Real (1990)
- Brasil, com l'amant. Dir. F. Javier Gutiérrez (2002)
- La cuerda rota. Dir. Sergi Serrano (2007)
- Pulsiones, repartiment. Dir. Javier de la Torre (2008)
- Photo, com un fotògraf. Dir. José Enrique Sánchez Sarabia (2011)
- Ministro, com un ministre. Dir. Víctor Cerdán (2013)
- Un millón, com Basilio. Dir. Álex Rodrigo (2014)

### Teatre
- El príncipe constante. Dir. Alberto González Vergel (1988)
- Tríptico de los Pizarro, de Tirso de Molina. Dir. Alberto González Vergel (1989)
- Asamblea General. Dir. Juan Carlos Pérez de la Fuente (1990)
- El jardín de Falerina, de Calderón de la Barca. Dir. Guillermo Heras (1991)
- Fiesta Barroca. Dir. Miguel Narros (1992)
- Los melindres de Belisa, de Lope de Vega. Dir. S. Cantero (1992 - 1993)
- El acero de Madrid, de Lope de Vega. Dir. Laila Ripoll (1993 - 1995)
- La discreta enamorada, com Lucindo; de Lope de Vega. Dir. Miguel Narros (1995 - 1996)
- Romeo, com Romeo. Cía. Teatro Meridional (1997 - 2007)
- Medea, com el missatger; de Eurípides. Dir. Michael Cacoyannis (2001 - 2002)
- Don Juan Tenorio, com Don Juan; de José Zorrilla. Dir. María Ruiz (2002)
- Por amor al arte, com Adam; de Neil LaBute. Dir. Gerardo Vera (2003 - 2004)
- Mirando hacia atrás con ira, com Jimmy; de John Osborne. Dir. José Carlos Plaza (2004 - 2006)
- Don Juan Tenorio, com Don Juan; de José Zorrilla. Dir. Natalia Menéndez (2005 - 2006)
- Nina, com Blas; de José Ramón Fernández. Dir. Salvador García Ruiz (2006)
- Seis clases de baile en seis semanas, com Michael; de Richard Alfieri. Dir. Tamzin Townsend (2007 - 2010)
- Historias de un karaoke, com Roberto; de Juan Luis Iborra y Antonio Albert. Dir. Juan Luis Iborra. (2010 - 2012)
- Paradero desconocido, com Martín Shulse; de Kressmann Taylor. Dir. Laila Ripoll (2012 - 2014)
- No se elige ser un héroe, com Ramón; de David Desola. Dir. Roberto Cerdán (2013)
- Rotas, de Paloma Gómez. Dir. Luis Lorente (2013 - 2014)
- El hijo de la novia, de F. Castets y Juan Campanella. Dir. Garbi Losada (2014 - 2016)
- EL Milagro de La Tierra, de Toniflix Espectáculos. Dir. Laia Ripoll (2015 - 2017)
- La velocidad del otoño, d'Eric Roble. Dir. Magüi Mira (2016 - Actualitat)
- Un marido ideal d'Óscar Wilde. Dir.Juan Carlos Pérez de la Fuente (2019 - Actualitat)[8]

## Premis i nominacions
- Esment honrós amb el Premi Acarte de la Fundació Gulbenkian pel seu treball en Romeo (1996)
- Millor Posada en escena en el Festival Internacional de Teatre Hispà de Miami pel seu treball en Romeo (1997)
- Premi Florencio Sánchez de l'Associació Nacional de Crítics de Teatre de Montevideo (l'Uruguai) al Millor Espectacle Estranger pel seu treball en Romeo (1997)
- Premi Teatre de Rojas en la XIII Edició a la Millor Interpretació Masculina pel seu paper de Jimmy en Mirando hacia atrás con ira (2005)
- Nominat a Millor interpretació masculina de repartiment dels Premis ATV - Acadèmia de les Ciències i les Arts de Televisió d'Espanya pel seu paper de sotsinspector Carlos Márquez, “Charlie” (Temporades 1-12) en la sèrie de TV El comisario.
- Premi Juan Bravo de Teatre, Música i Dansa a Millor Actor pel seu paper de Michael en Seis clases de baile en seis semanas (2009)
- Nominat a Millor interpretació masculina de repartiment als XXVI Premis Goya pel paper de Leiva a No habrá paz para los malvados (2011)[9]
- Nominat a Millor actor de repartiment al XXI Premis de la Unión de Actores pel paper de Leiva a No habrá paz para los malvados (2011)
- Premi Protagonistes en la Categoria de Sèries de Televisió pel paper de Ricardo Montero en El barcol (2011)
- Premi del Festival de Cinema Fantàstic i de Terror de Peligros (Granada) per la seva dedicació i gran aportació al món de la televisió (2011)
- Premi Al més dolç en la XIV Edició de Lliurament de Premis Gastronòmics La Cazuela de la Comunitat de Madrid (2011)
- Premi a la millor interpretació en el XXXIV Festival de Teatre Ciutat de Palència pel seu paper de Martín Shulse en Paradero desconocido (2013)
- Premi Joies lliurat pel gremi de joiers, argenters i rellotgers de Madrid en reconeixement de tota la seva carrera televisiva i cinematogràfica i per fomentar amb els seus treballs la cultura espanyola (2013)
- Premi a Avilès de l'any en els Guardons Alcazaba per la seva trajectòria en el món del cinema (2013)
- Premi Vinya d'or per la seva aportació al món de la televisió, cinema i teatre (2014)
- Premi al Millor Actor Secundari al Bilbao Web Fest (2015) pel seu treball en la sèrie web "Libres".